# Cyclosorus angustipinnatus
Cyclosorus angustipinnatus är en kärrbräkenväxtart som beskrevs av Carl Frederik Albert Christensen, Amp; Tardieu och Tard. Cyclosorus angustipinnatus ingår i släktet Cyclosorus och familjen Thelypteridaceae. Inga underarter finns listade.